# Sokuluk
Sokuluk (en dungano, Сохўлў, Sohwlw; en kirguís y en ruso: Сокулук) es una aldea localizada en la provincia de Chuy, Kirguistán. Dividido en dos comunidades rurales, su población total era de 30,540 habitantes en 2021.
Sokuluk es el centro administrativo del distrito de Sokuluk, y se encuentra ubicado a 5 kilómetros al oeste de la ciudad de Shopokov, el principal centro económico de la zona.

## Historia
Según los historiadores, la historia de Sokuluk comenzó en los años 1880, como un asentamiento de muchos dunganos que se mudaron al Imperio Ruso desde el área de Gulja entre 1881 y 1883, después de que Rusia acordó retirar sus tropas de Gulja según lo estipulado en el Tratado de San Petersburgo de 1881.
Sokuluk es el lugar de nacimiento del poeta, escritor, y educador Iasyr Shivaza (1906-1988).